# Loeselia hintoniorum
Loeselia hintoniorum är en blågullsväxtart som beskrevs av Billie Lee Turner. Loeselia hintoniorum ingår i släktet Loeselia och familjen blågullsväxter. Inga underarter finns listade i Catalogue of Life.